# سارگپه عسلی تاج‌دار
سارگپهٔ عسلی تاج‌دار، سارگپهٔ جنگلی تاج‌دار، سارگپهٔ عسل‌خوار تاج‌دار یا سارگپهٔ عسل‌خوار خاوری (نام علمی: Pernis ptilorhynchus) یک گونه پرنده شکاری از تیرهٔ بازان است. این پرنده در مناطقی از ایران همچون جزیره قشم یافت می‌شود.

الگوی حرکت سارگپه عسلی تاج‌دار

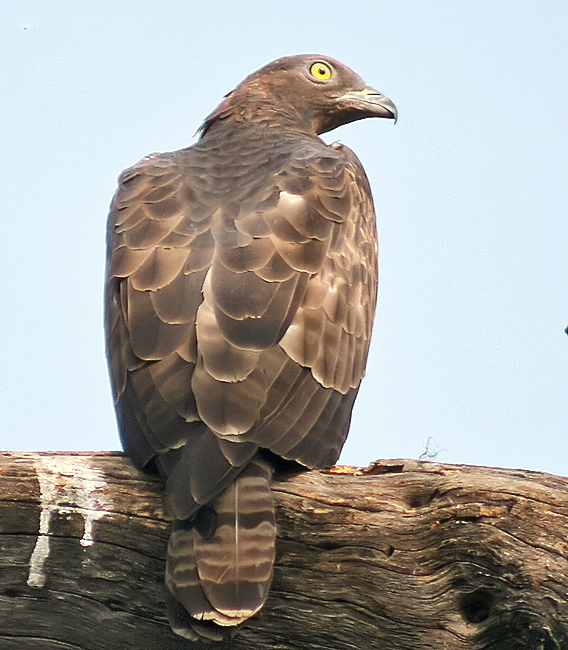
پرنده ماده در هند

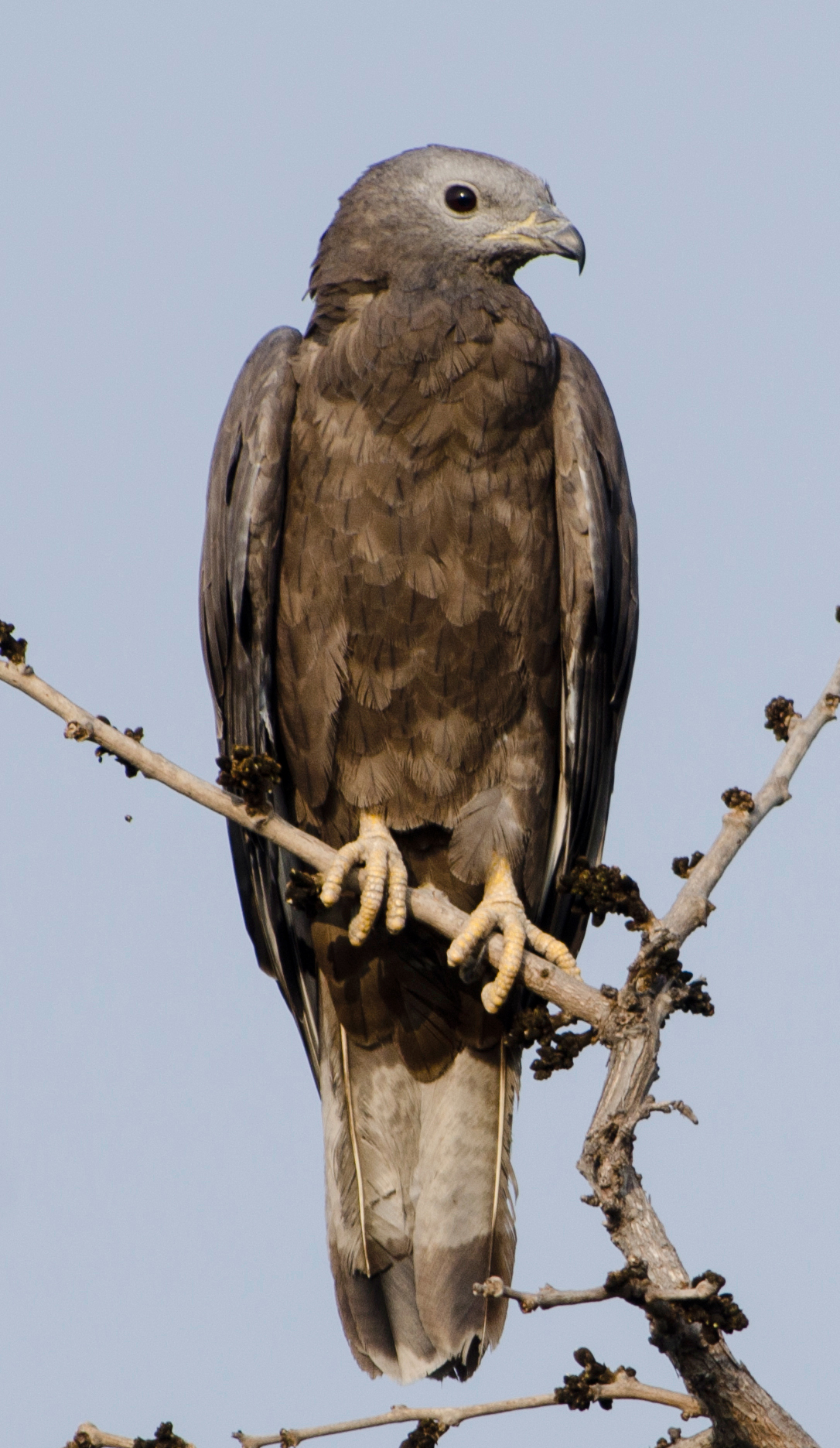
سارگپهٔ عسلی تاج‌دار